# Pollice verso
Pollice verso или verso pollice — латинская фраза, дословно означающая «поворотом большого пальца», «с повёрнутым пальцем», которая используется в контексте гладиаторских боёв. Так называется жест, показываемый древнеримской толпой и обрекающий на смерть побеждённого гладиатора.

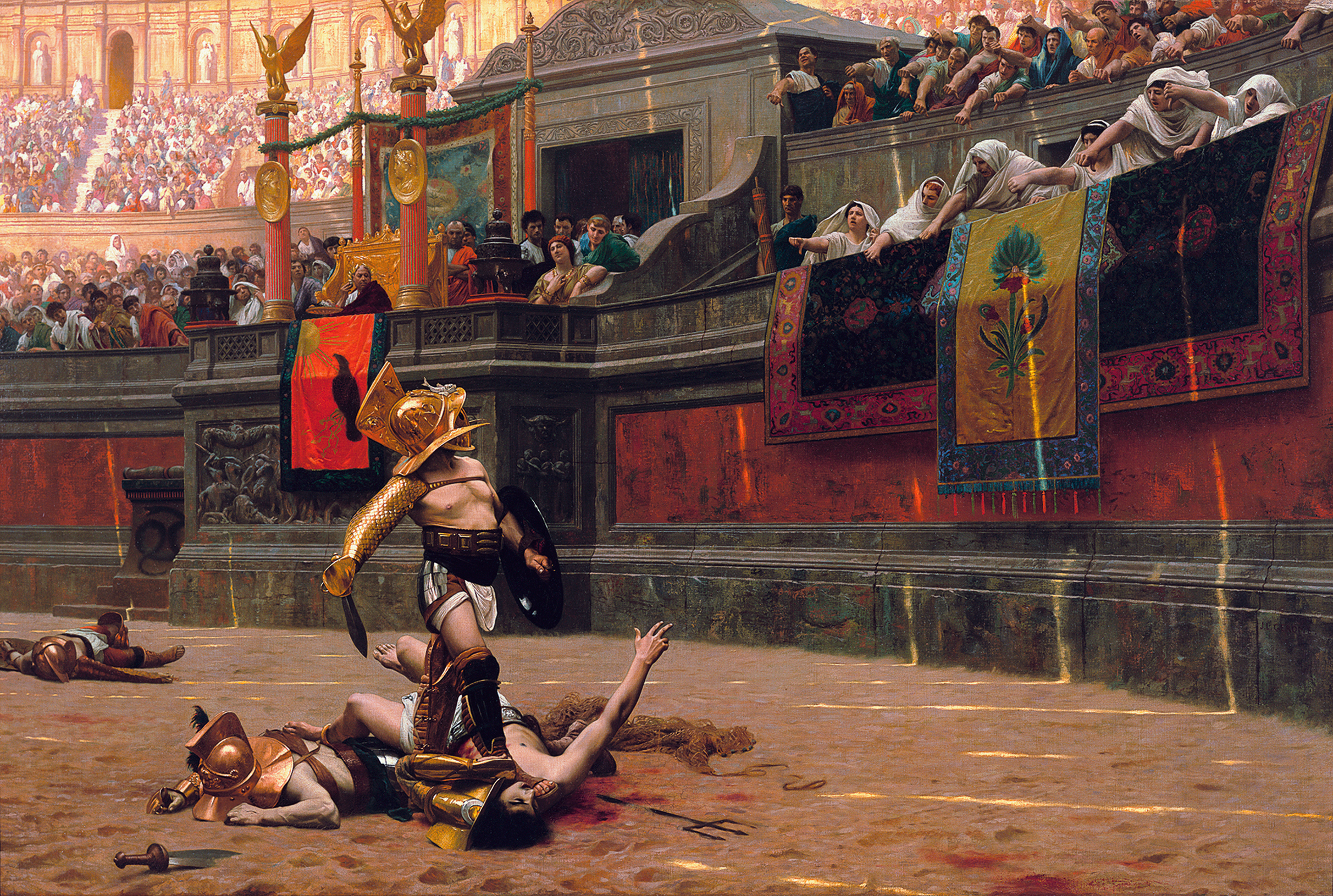
«Pollice verso», картина Жан-Леона Жерома 1872 года (Музей искусств Финикса)

Точный вид жеста, описываемого фразой pollice verso, и его смысл являются предметом многочисленных научных споров.

## Древний Рим
Тип жеста, описываемого фразой pollice verso, неясен. Из исторических, археологических и литературных записей непонятно, был ли большой палец обращен вверх, вниз, или находился в горизонтальном положении, или был скрыт внутри ладони, чтобы указать положительное или отрицательное мнение.
Ювенал в сатирах пишет:
| quondam hi cornicines et municipalis harenae perpetui comites notaeque per oppida buccae munera nunc edunt et, verso pollice vulgus cum iubet, occidunt populariter… | Эти-то вот трубачи, завсегдатаи бывшие разных Мелких арен, в городах известные всем как горланы, — Зрелища сами дают и по знаку условному черни, Ей угождая, любого убьют, а с игр возвратившись, |

## Массовая культура
В 1891 году был издан роман Pollice verso русского писателя А. А. Тихонова (Лугового), который иллюстрирует психологию возбуждённой толпы.
Жест pollice verso был популяризирован в 1872 году французским художником-академистом Жаном-Леоном Жеромом в картине под названием Pollice verso (обычно переводится как «Большие пальцы вниз»). Это большой холст, изображающий весталок, дающих понять гладиатору-мурмиллону, что его павший на арене противник должен быть убит. Картина была приобретена у Жерома американским магнатом Александром Терни Стюартом (1803—1876), который выставлял её затем в Нью-Йорке. Сейчас полотно находится в Художественном музее Финикса в Аризоне.
Картина оказала большое влияние на создателей художественного фильма «Гладиатор». Продюсеры показали режиссёру Ридли Скотту репродукцию картины до того, как он прочитал сценарий. «Эта картина показала мне Римскую империю во всей её славе и порочности. Я сразу всё понял, меня это здорово зацепило», — прокомментировал Скотт.
Pollice Verso также является названием спорного рисунка австралийского художника Нормана Линдсея 1904 года, изобразившего распятие Иисуса Христа.